# Onthophagus genuinus
Onthophagus genuinus là một loài bọ cánh cứng trong họ Bọ hung (Scarabaeidae).